# Уландер, Микаэль
Ларс Микаэль Уландер (швед. Lars Mikael Olander; род. 11 июня 1963, Йёнчёпинг) — шведский легкоатлет, специалист по многоборьям. Выступал за сборную Швеции по лёгкой атлетике в 1980-х годах, чемпион Швеции в пятиборье и десятиборье, участник летних Олимпийских игр в Сеуле.

## Биография
Микаэль Уландер родился 11 июня 1963 года в Йёнчёпинге.
Занимался лёгкой атлетикой в городе Уппсала в местном одноимённом клубе Upsala IF.
Впервые заявил о себе на взрослом международном уровне в сезоне 1984 года, когда вошёл в состав шведской национальной сборной и выступил на крупных международных соревнованиях Hypo-Meeting в Австрии, где с результатом в 7175 очков закрыл в десятиборье двадцатку сильнейших.
В 1985 году стал серебряным призёром чемпионата Швеции в десятиборье, уступив только Стену Экбергу.
На чемпионате Швеции 1986 года превзошёл всех своих соперников в десятиборье и завоевал золотую медаль. Представлял страну на чемпионате Европы в Штутгарте, где показал лучший результат в метании копья и занял итоговое 12-е место.
В 1987 году выиграл чемпионат Швеции в программе пятиборья. На чемпионате мира в Риме с результатом в 7696 очков в десятиборье стал пятнадцатым.
Будучи студентом Университета штата Луизиана, неоднократно принимал участие в различных студенческих соревнованиях в США, в частности в 1988 году выиграл десятиборье в первом дивизионе чемпионата Национальной ассоциации студенческого спорта. Благодаря череде удачных выступлений удостоился права защищать честь страны на летних Олимпийских играх в Сеуле — набрал в сумме всех дисциплин десятиборья 7869 очков, расположившись в итоговом протоколе соревнований на 17-й строке.
Впоследствии проявил себя в бизнесе, с 2012 года занимает руководящие посты в компании Bygghemma Group.